# قهرمان طبقه کارگر
«قهرمان طبقهٔ کارگر» (به انگلیسی: Working Class Hero) ترانه‌ای از جان لنون و یکی از قطعه‌های اولین آلبوم او پس از جدایی از بیتلز است.
ترانه داستان رشد و نمو فردی از طبقهٔ کارگر در یک نظام سرمایه‌داری است. ساختار «قهرمان طبقهٔ کارگر» ساده‌است و فقط چند آکورد که با یک گیتار آکوستیک نواخته می‌شوند آواز لنون را همراهی می‌کند. آکوردهای اصلی ترانه لا-مینور و سل-مینور هستند که در بخش تکرارشوندهٔ ترانه یک آکورد ر-ماژور هم به آن‌ها افزوده می‌شود. صدا و شیوهٔ اجرای «قهرمان طبقهٔ کارگر» شبیه ترانهٔ «اربابان جنگ» اثر باب دیلن است که یکی از تاثیرگذاران بر موسیقی جان لنون بوده‌است.
تا به امروز هنرمندان و گروه‌های موسیقی متعددی ترانهٔ «قهرمان طبقهٔ کارگر» را بازخوانی کرده‌اند که از میان آن‌ها می‌توان به بلایند ملون، دیوید بووی، آزی آزبورن، سیندی لاپر، مریلین منسون، گرین دی و راکون اشاره کرد. نسخهٔ اجرا شده توسط گرین دی در زمان انتشارش در سال ۲۰۰۷ تا ردهٔ پنجاه و سوم بیلبورد هات ۱۰۰ صعود کرد و ۶اُمین ترانهٔ پرفروش کانادا، ۸اُمین ترانهٔ پرفروش نروژ و ۱۱اُمین ترانهٔ پرفروش کشور سوئد بود.

## پی‌نوشت
1. ↑  Masters of War